# Odd Arild Skonhoft
Odd Arild Skonhofte (26 settembre 1973) è un ex calciatore norvegese, di ruolo difensore.

## Carriera

### Club
Skonhoft cominciò la carriera con la maglia dello Start. Esordì nella Tippeligaen con questa casacca, in data 27 giugno 1993: subentrò a Tommy Svindal Larsen nel successo per 1-3 sul Lyn Oslo. Vestì poi le maglie di Nardo, Bryne e Vigør, prima di trasferirsi agli scozzesi del Raith Rovers, per cui disputò un incontro nella Scottish Premier Division 1996-1997. Tornò poi al Vigør e, nel 1998, si accordò con il Mandalskameratene, dove rimase fino al 2002.

### Nazionale
Partecipò al campionato mondiale Under-20 1993 con la Nazionale di categoria.